# Ингушский научно-исследовательский институт гуманитарных наук
Ингушский научно-исследовательский институт гуманитарных наук имени Ч. Э. Ахриева (ингуш. Оахарганаькъан ЧхьагӀий цӀерагӀа йола ГӀалгӀай гуманитарни Ӏилмай Ӏилман-тохкама институт, сокр. ИнгНИИ, ИНИИГН) — российская научная организация, действующая с 1993 года и располагающаяся в городе Магас, Ингушетия. Названа в честь ингушского этнографа Ч. Э. Ахриева.

## История
ИнгНИИ называет своим предшественником Ингушский научно-исследовательский институт краеведения (ИНИИК), действовавший с 1926 года во Владикавказе. В 1934 году вследствие объединения Ингушской и Чеченской автономных областей ИНИИК был объединён с Чеченским НИИ в Чечено-Ингушский научно-исследовательский институт истории, языка и литературы (ЧИНИИИЯЛ) и переведён в Грозный.
В 1992 году была воссоздана отдельная Республика Ингушетия, в связи с чем в 1993 году был создан отдельный Ингушский научно-исследовательский институт гуманитарных и прикладных наук (ИнгНИИ), через некоторое время переименованный в Ингушский научно-исследовательский институт гуманитарных наук. 
Первые годы институт работал нестабильно. Он закрывался с 30 марта по 6 мая 1994 года, а также в 1998—2000 годах. Первое время в нём действовали отделы фольклора, ингушского языка, литературы и истории, позднее их количество менялось.
Первоначально он располагался в здании Ингушского государственного университета (ИнгГУ) в станице Орджоникидзевской (сейчас город Сунжа), а через несколько лет переехал в Назрань.
В 2001 году ИнгНИИ было присвоено имя ингушского этнографа Ч. Э. Ахриева. С 2001 года ИнгНИИ располагался в корпусе филологического факультета ИнгГУ. В 2014 году ИнгНИИ переехал специально построенное для него здание в новой столице Ингушетии Магасе.

## Структура
Состоит из 5 отделов:
- Отдел истории Ингушетии с сектором историко-культурного наследия;
- Отдел ингушского языка;
- Отдел ингушского фольклора и литературы;
- Отдел социально-политических исследований;
- Отдел ингушской этнологии[4].

По состоянию на 2016 год в ИнгНИИ работало 37 сотрудников, среди которых было 7 докторов наук и 16 кандидатов наук.

## Руководство
- 1993—1993: Д. Ю. Чахкиев[3]
- 1993—1994: Х. А. Акиев[2]
- 1994—1997: М. Б. Мужухоев[2]
- 1997—1998: Т. Х. Муталиев[2]
- 2001—2004: А. Б. Куркиев[3]
- 2004—2013: И. А. Дахкильгов[3]
- 2013—2014: Б. Б. Тангиев[3]
- 2014—2014: З. М.-Т. Дзарахова[3]
- 2014—2023: Н. М. Барахоева[3]
- 2023—2024: Б. М.-Г. Харсиев[5]
- 2024—н. в.: Д. Э. Оздоев[6]